# Incidente de Wal Wal
O incidente de Wal Wal foi um confronto armado ocorrido em Wal Wal, na região de Ogadênia do Império Etíope, entre forças etíopes e as tropas italianas fascistas de Mussolini. O confronto ocorreu em 5 de dezembro de 1934 e deu origem à Crise da Abissínia que levou, menos de um ano depois, ao conflito entre os dois Estados.

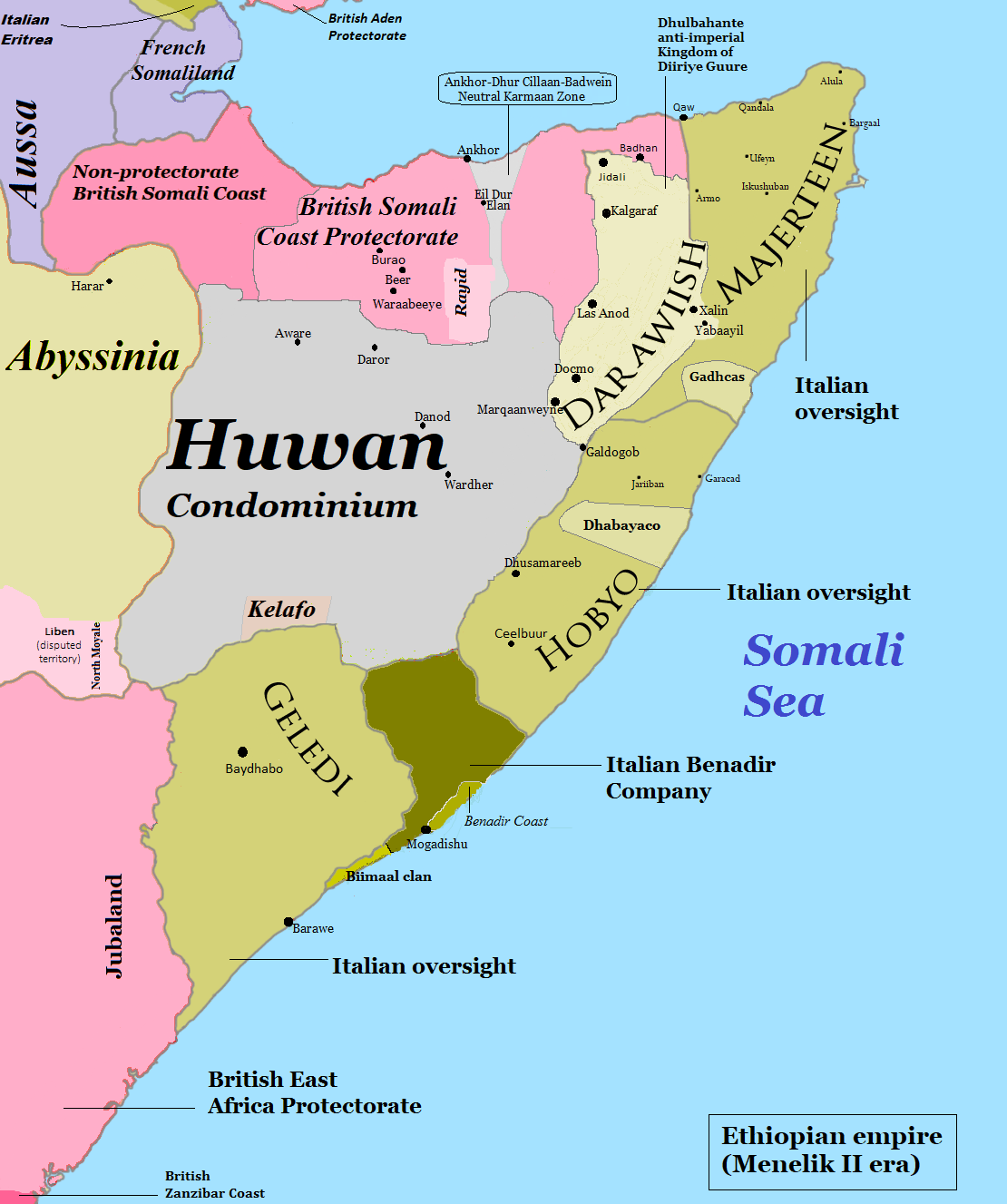
Império Abissínio, atual Etiópia. A imagem mostra a disposição da África em 1934 e mostra a localização de Walwal, onde ocorreu o confronto que serviu de justificativa para a invasão italiana da Abissínia/Etiópia.

## Situação, evolução e consequências
Durante a década de 1930, o governo da Abissínia, atual Etiópia, imerso em plena centralização e fortalecimento do estado, enfatizou sua presença militar em Ogadén, região no sudeste do Império Etíope. Ao mesmo tempo, os italianos, instalados em território somali, organizaram incursões incessantes no território, onde finalmente se estabeleceram nesse período, expulsando as tropas imperiais etíopes. No início de 1934, os etíopes aproximaram-se dos postos avançados italianos, provocando protestos de Roma, que considerou que seu território estava sendo invadido. No entanto, os italianos se recusaram a estabelecer especificamente a fronteira com seu vizinho para manter sua presença militar na área. Então, Haile Selassie, enviou um anglo-etíope encarregado de delimitar a fronteira; chegou entre 22 e 23 de novembro de 1934 em Wal Wal.
Após alguns dias de tensão em que os comandantes das duas forças se enfrentaram, houve um tiroteio em 5 de dezembro de 1934, entre 15h30 e 17h3013. das aeronaves e veículos blindados italianos. As forças de Haile Selassie perderam cento e trinta homens, enquanto os italianos sofreram um total de trinta mortos e cem feridos.
A Itália imediatamente culpou a Etiópia; inicialmente se recusou a apresentar uma solução para a disputa por meio de arbitragem e até exigiu um pedido de desculpas. Do ponto de vista estritamente legal, a reclamação não tinha sentido, uma vez que Wal Wal estava localizado em território etíope. O caso foi apresentado por Haile Selassie perante o Liga das Nações, que nesta crise diplomática mostrou seus limites. Durante o período de discussão, os dois lados se prepararam militarmente para a guerra. Paule Henze acredita que depois de Wal Wal, "a Itália foi arrastada por uma ilusão nacionalista que abafou a voz de cautela e os medos de fracasso", acelerando assim o processo que levou ao conflito militar. Para Harold Marcus, a guerra parecia inevitável desde o início da crise, pois Benito Mussolini já havia tomado uma decisão clara em favor da guerra com fins expansionistas.
Em 3 de outubro de 1935, após o fracasso de todas as negociações e discussões, a Itália invadiu a Etiópia, desencadeando a segunda guerra ítalo-etíope.